# Josh Dean (homme politique)
 (septembre 2024).
Josh Dean, de son nom de naissance Joshua Robert Abraham Dean, né en 1999 ou 2000, est un homme politique britannique, membre du Parti travailliste qui est député de Hertford and Stortford depuis 2024. Avant de devenir député, il est élu conseiller du conseil municipal de Hertford  lors des élections locales de 2023 au Royaume-Uni.

## Biographie
Josh Dean fréquente la Richard Hale School (en). Après avoir terminé ses études, il travaille pendant plusieurs années  et est actuellement étudiant de premier cycle à l'université de Westminster, étudiant la politique et les relations internationales.